# Чиково (Бабаевский район)
Чиково — деревня в Бабаевском районе Вологодской области.
Входит в состав Дубровского сельского поселения, с точки зрения административно-территориального деления — в Дубровский сельсовет.
Расстояние по автодороге до районного центра Бабаево составляет 40 км, до центра муниципального образования деревни Дубровка — 3 км. Ближайшие населённые пункты — Заборье, Папино, Петряево.
Население по данным переписи 2002 года — 17 человек.